# Медногорск (городской округ)
Медногорск или город Медногорск — административно-территориальная единица (город) и одноимённое муниципальное образование (городской округ) в Оренбургской области Российской Федерации.
Административный центр — город Медногорск.

## География
Городской округ расположен в центральной части Оренбургской области, со всех сторон окружён территорией Кувандыкского городского округа.

## История
2 июля 2001 года в соответствии с Законом Оренбургской области № 233/278-II-ОЗ в состав муниципального образования город Медногорск включены Ракитянский поссовет и Рысаевский сельсовет.
21 июня 2004 года в соответствии с Законом Оренбургской области № 1155/179-III-ОЗ муниципальное образование город Медногорск Оренбургской области наделено статусом городского округа.

## Население
| 2002    | 2003    | 2004    | 2009    | 2010    | 2012    | 2013    | 2014    | 2015    |
| ------- | ------- | ------- | ------- | ------- | ------- | ------- | ------- | ------- |
| 33 648  | ↘33 600 | ↘33 100 | ↘31 868 | ↘29 120 | ↘28 802 | ↘28 364 | ↘28 141 | ↘27 775 |
| 2016    | 2017    | 2018    | 2019    | 2020    | 2021    | 2024    |         |         |
| ↘27 505 | ↘27 117 | ↘26 750 | ↘26 325 | ↘25 991 | ↘24 947 | ↘24 149 |         |         |

По итогам переписи населения 2020 года: русские — 82 %, башкиры  — 10,1 %, татары - 3,9 %.

## Состав городского округа
| № | Населённый пункт | Тип населённого пункта        | Население |
| - | ---------------- | ----------------------------- | --------- |
| 1 | Блява            | село                          | 133       |
| 2 | Блява            | станция                       | 18        |
| 3 | Блявтамак        | посёлок                       | 946       |
| 4 | Идельбаево       | село                          | 202       |
| 5 | Кидрясово        | село                          | 210       |
| 6 | Медногорск       | город, административный центр | ↘23 013   |
| 7 | Рысаево          | село                          | 319       |